# Adibe
Adibe est une localité du Cameroun située dans l'arrondissement de Bogo, le département du Diamaré et la région de l’Extrême-Nord . 

## Population
En 1975, la localité comptait 22 habitants, des Mousgoum.
Lors du recensement de 2005, on y a dénombré 101 personnes.